# Lijst van burgemeesters van 's-Gravenbrakel
Dit is de lijst van de burgemeesters van 's-Gravenbrakel (Braine-le-Comte in de provincie Henegouwen) sinds de Belgische onafhankelijkheid:
- 1830-1846 : Jean-François-Auguste de Wouters de Vronhoven
- 1846-1847 : Emile Dubois
- 1847-1857 : Louis Albert Debroux
- 1858-1860 : Emile Flament
- 1860-1876 : Etienne Delcroix
- 1876-1884 : Félicien Etienne
- 1884-1885 : Charles Beghin (waarnemend)
- 1886-1888 : Henri Neuman
- 1888-1893 : Jean-Baptiste Cornet
- 1893-1915 : Henri Neuman
- 1915-1921 : Emile Heuchon
- 1921-1922 : Georges Reyners
- 1922-1927 : René Branquart
- 1927-1930 : Aimé Oblin
- 1930-1931 : Edouard Moucheron
- 1931-1932 : Paul Zech
- 1933-1936 : René Branquart
- 1936-1936 : Victor Loriers
- 1936-1939 : René Lepers
- 1939-1940 : Louis Catala
- 1940-1941 : Victor Loriers
- 1941-1942 : Benoît Leheuwe
  - 1942-1943 : Valère Wers (benoemd door de bezetter)
  - 1943-1944 : Benoît Leheuwe
- 1944-1947 : Louis Catala
- 1947-1963 : Joseph Martel
- 1963-1964 : Lucien Lammens
- 1965-1970 : Joseph Oblin
- 1971-1976 : Auguste Brison
- 1977-1982 : César Gillis
- 1983-1985 : Pierre Dupont
- 1985-1986 : André Lieds
- 1986-1994 : Jean-Marie Martens
- 1995-1999 : Jean-Jacques Flahaux
- 2000-2006 : Daniel Renard
- 2006- : Jean-Jacques Flahaux

Brussels Hoofdstedelijk Gewest:
Anderlecht · 
Brussel

Vlaanderen:
Aalst · 
Aarschot · 
Antwerpen · 
 Asse · 
Beernem · 
Bertem · 
Blankenberge · 
Brugge · 
Damme · 
De Haan · 
De Panne · 
Deerlijk · 
Deinze · 
Eeklo · 
Evergem · 
Galmaarden · 
Geraardsbergen · 
Gent · 
Halle · 
Hasselt · 
Herent · 
Herk-de-Stad · 
Herzele · 
Heusden-Zolder · 
Houthalen-Helchteren · 
Ichtegem · 
Kaprijke · 
Knokke-Heist · 
Kortemark · 
Kortenberg · 
Kortrijk · 
Leuven · 
Lichtervelde · 
Lievegem · 
Lokeren · 
Maldegem · 
Mechelen · 
Moerbeke-Waas · 
Ninove · 
Oostende · 
Oostkamp · 
Poperinge · 
Roeselare · 
Ronse · 
Sint-Lievens-Houtem · 
Sint-Niklaas · 
Sint-Truiden · 
Temse · 
Tielt · 
Tienen · 
Tongeren · 
Torhout · 
Veurne · 
Waregem · 
Wellen · 
Wetteren · 
Wichelen · 
Zaventem · 
Zedelgem · 
Zele · 
Zonhoven · 
Zottegem

Wallonië: 
Charleroi · 
's-Gravenbrakel · 
Morlanwelz · 
Ophain-Bois-Seigneur-Isaac